# Demografía de Chiloé

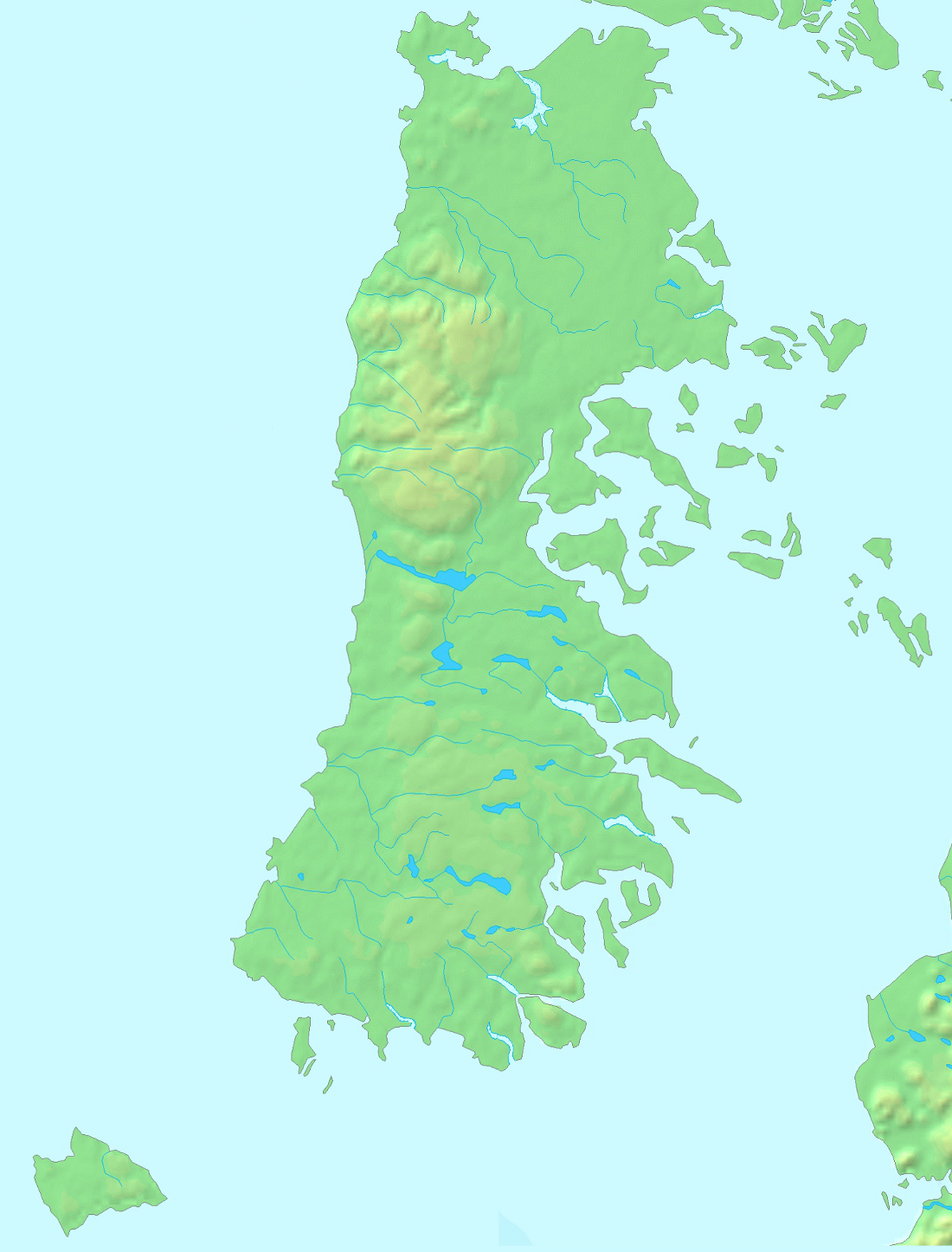
Archipiélago de Chiloé

La población del archipiélago de Chiloé es fruto de la mezcla entre la población española que llegó a partir de 1567 durante la época de la conquista, y los diversos pueblos originarios que habitaban el territorio hasta antes de ese año, principalmente huilliches y chonos. A esta composición de origen colonial se han sumado desde mediados del siglo XIX diversos grupos de inmigrantes provenientes de Europa occidental y Medio oriente, y en tiempos más recientes la población proveniente de otras regiones de Chile.
De acuerdo al censo realizado el año 2017, se estima que la provincia de Chiloé, que agrupa la mayor parte del archipiélago, cuenta con un total de 168 185 habitantes, contando con una densidad poblacional de 18,3 hab/km².
Un caso aparte corresponde a las 731 personas que conforman la población de islas Desertores, geográfica y culturalmente parte del archipiélago pero dependiente administrativamente de la provincia de Palena. La isla Doña Sebastiana, por otro lado, es parte de la provincia de Llanquihue, pero se encuentra actualmente deshabitada.

## Evolución demográfica de Chiloé

### Población durante la colonia
Hasta antes de la conquista española, el territorio de Chiloé era poblado por diversos grupos indígenas, entre los que destacaban los huilliches en el norte de la isla grande y en torno al canal de Chacao, y los chonos en el territorio más austral del archipiélago. El año 1567 se incorpora el archipiélago a la administración española y comienza un lento influjo de población de origen europeo, que aumenta luego de la llegada de los refugiados de la destrucción de la ciudad de Osorno entre los años 1602 y 1603. El aislamiento resultante de este suceso da origen a una población crecientemente mestiza, que en los siguientes siglos se convertirá en la mayor parte de la población de la provincia.

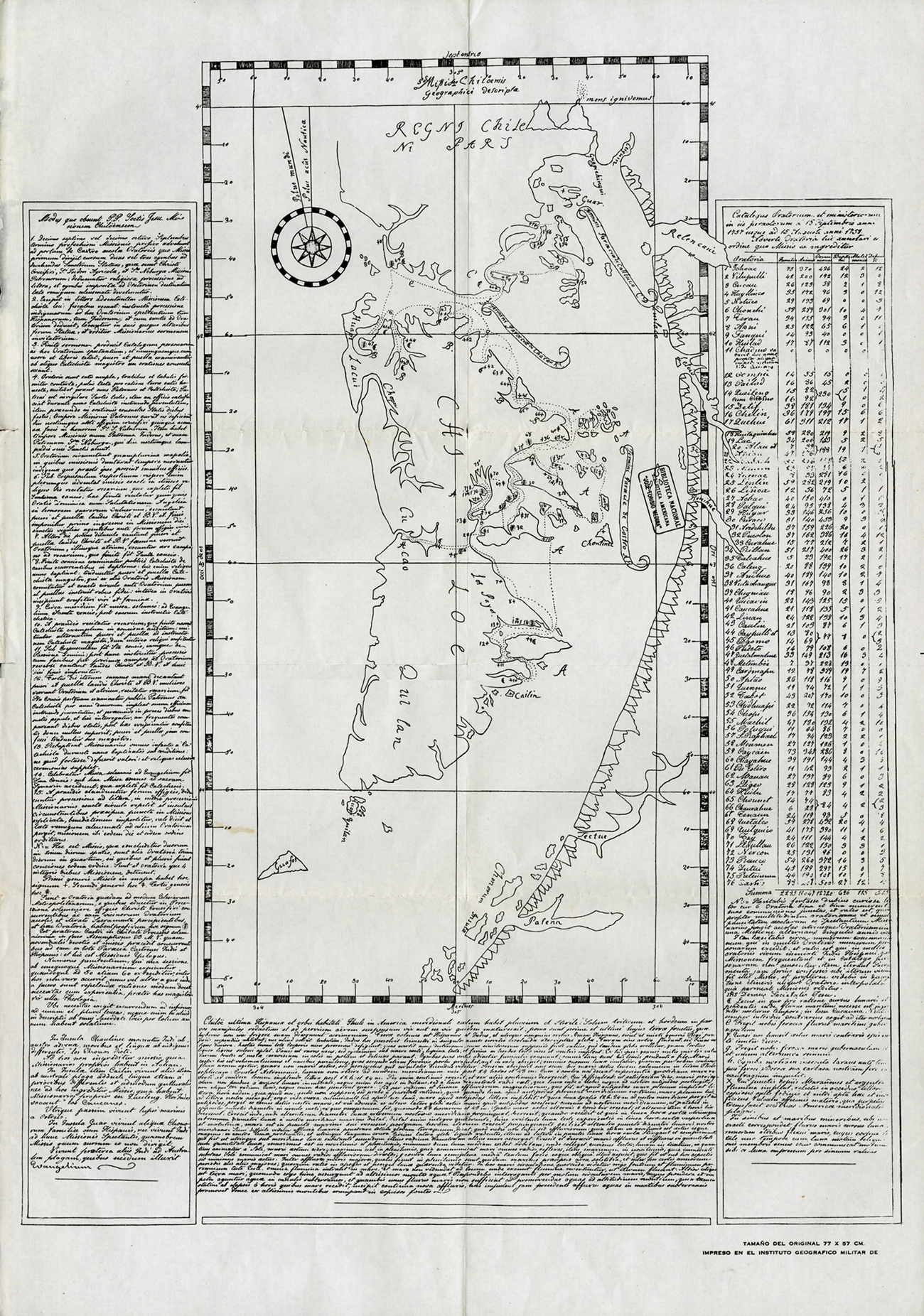
Mapa de la Misión Circular de 1751, destacando los principales pueblos de la provincia.

De acuerdo al historiador Rodolfo Urbina, las cifras más confiables acerca de la población de la provincia de Chiloé durante el siglo XVIII son las que corresponden a los estudios de los gobernadores de la provincia, así como a las estimaciones de las autoridades religiosas de la época, que tenían un acabado conocimiento del territorio a partir de las rutas de la Misión circular. De esta forma, durante este periodo muestra un crecimiento desde una población en torno a 17 000 habitantes en 1725, a una de 27 580 personas en 1791. 
| Año  | Población | Fuente                                   |
| ---- | --------- | ---------------------------------------- |
| 1725 | 17 000    | Gobernador Juan Dávila                   |
| 1742 | 16 094    | Obispo auxiliar Azúa                     |
| 1755 | 18 896    | Gobernador Santa María                   |
| 1773 | 19 549    | Gobernador Carlos de Beranger            |
| 1781 | 24 069    | Manuel de Zorrilla                       |
| 1787 | 26 703    | Padrón General de la Provincia de Chiloé |
| 1791 | 27 580    | Colegio de Ocopa                         |

El primer conteo de población conocido corresponde al del gobernador Carlos de Beranger en 1773, que estima una población total de 19 549 habitantes distribuidos por curato y grupo étnico, de la siguiente forma :
|                      | Chacao | Calbuco | Castro | Total  |
| -------------------- | ------ | ------- | ------ | ------ |
| Españoles y mestizos | 3025   | 1215    | 6387   | 10 627 |
| Indígenas            | 1326   | 1484    | 5922   | 8732   |
| Sub-total            | 4351   | 2699    | 12 309 | 19 359 |
| Chonos y Guaiguenes  |        |         |        | 190    |
| Total                |        |         |        | 19 549 |

Uno de los conteos de población más estudiados corresponde al Padrón General, encargado por el gobernador Francisco Hurtado en 1787, del que se conservan copias originales en Chile y España. De acuerdo a este padrón, la población se componía de un 56,5 % de españoles (incluyendo mestizos), y de un 43,5 % de indígenas. Además, el 2,2 % de la población era considerada noble bajo el régimen estamental de la época.
Los resultados del padrón de 1787, divididos por curato y grupo étnico, fueron los siguientes:
|           | Chacao | Calbuco | Castro | Total  |
| --------- | ------ | ------- | ------ | ------ |
| Españoles | 3107   | 1934    | 10 035 | 15 076 |
| Indígenas | 1474   | 1403    | 8750   | 11 627 |
| Total     | 4581   | 3337    | 18 785 | 26 703 |

A diferencia de los límites actuales, durante esta época el Gobierno de Chiloé abarcaba geográficamente desde el río Bueno por el norte hasta el cabo de Hornos por el sur. Si bien su control efectivo era menor y no alcanzaba a las actuales regiones de la Patagonia, durante esta época si se contaba como parte de Chiloé a las poblaciones de las comunas de Calbuco y Maullín.

### Población bajo administración chilena

Evolución territorial de la provincia de Chiloé

A diferencia del periodo español, bajo administración chilena el territorio de Chiloé ha sufrido de constantes cambios en sus límites administrativos, por lo que sus cifras de población no siempre son comparables a lo largo del tiempo. Entre estos cambios destacan los censos de 1835, 1843, 1854 y 1930, que incluyeron territorios de la actual provincia de Llanquihue, y la inclusión del territorio de Chiloé continental hasta el censo de 1970, que a contar de 1979 es la provincia de Palena.
| Censos | Censos                                              | Censos    | Censos | Territorios censados                                                                                           |
| Año    | Nombre oficial                                      | Población | Ref.   | Territorios censados                                                                                           |
| ------ | --------------------------------------------------- | --------- | ------ | --- |
| 1835   | I Censo General de la Población de Chile            | 43 832    | [ 7 ]  | Departamentos de San Carlos, Carelmapu, Chacao, Calbuco, Dalcahue, Quenac, Achao, Castro, Lemuy y Chonchi.     |
| 1843   | II Censo General de la Población de Chile           | 48 641    | [ 7 ]  | Departamentos de San Carlos, Carelmapu, Chacao, Calbuco, Dalcahue, Quenac, Achao, Castro, Lemuy y Chonchi.     |
| 1854   | III Censo General de la Población de Chile          | 50 383    | [ 8 ]  | Departamentos de San Carlos, Carelmapu, Chacao, Calbuco, Dalcahue, Quenac, Achao, Castro, Lemuy y Chonchi.     |
| 1865   | IV Censo General de la Población de Chile           | 59 022    | [ 8 ]  | Departamentos de Ancud, Castro (incluye Melinka) y Quinchao.                                                   |
| 1875   | V Censo General de la Población de Chile            | 64 536    |        | Departamentos de Ancud, Castro (incluye Melinka) y Quinchao.                                                   |
| 1885   | VI Censo General de la Población de Chile           | 73 420    |        | Departamentos de Ancud, Castro (incluye Melinka) y Quinchao.                                                   |
| 1895   | VII Censo General de la Población de Chile          | 77 750    |        | Departamentos de Ancud, Castro (incluye Melinka) y Quinchao.                                                   |
| 1907   | VIII Censo General de la República de Chile         | 88 619    |        | Departamentos de Ancud, Castro (incluye Melinka) y Quinchao.                                                   |
| 1920   | IX Censo de Población de la República de Chile      | 110 348   |        | Departamentos de Ancud, Castro (incluye Melinka) y Quinchao.                                                   |
| 1930   | X Censo Nacional de Población                       | 183 499   | [ 9 ]  | Departamentos de Llanquihue, Ancud y Castro (incluye la comuna de Yelcho, en Chiloé continental, y Melinka).   |
| 1940   | XI Censo Nacional de Población                      | 101 706   |        | Departamentos de Ancud, Castro (incluye Melinka) y Quinchao (incluye la comuna de Yelcho).                     |
| 1952   | XII Censo General de la Población y I de Vivienda   | 100 637   |        | Departamentos de Ancud, Castro (incluye Melinka) y Quinchao (incluye la comuna de Yelcho).                     |
| 1960   | XIII Censo Nacional de Población y II de Vivienda   | 99 211    |        | Departamentos de Ancud, Castro (incluye Melinka), Quinchao y Palena.                                           |
| 1970   | XIV Censo Nacional de Población y III de Vivienda   | 111 194   |        | Departamentos de Ancud, Castro (incluye Melinka), Quinchao y Palena.                                           |
| 1982   | XV Censo Nacional de Población y IV de Vivienda     | 112 714   |        | Comunas de Ancud, Quemchi, Dalcahue, Quinchao, Curaco de Vélez, Castro, Chonchi, Queilén, Puqueldón y Quellón. |
| 1992   | XVI Censo Nacional de Población y V de Vivienda     | 130 389   |        | Comunas de Ancud, Quemchi, Dalcahue, Quinchao, Curaco de Vélez, Castro, Chonchi, Queilén, Puqueldón y Quellón. |
| 2002   | XVII Censo Nacional de Población y VI de Vivienda   | 154 766   |        | Comunas de Ancud, Quemchi, Dalcahue, Quinchao, Curaco de Vélez, Castro, Chonchi, Queilén, Puqueldón y Quellón. |
| 2012   | XVIII Censo Nacional de Población y VII de Vivienda | 167 659   | [ a ]  | Comunas de Ancud, Quemchi, Dalcahue, Quinchao, Curaco de Vélez, Castro, Chonchi, Queilén, Puqueldón y Quellón. |
| 2017   | XIX Censo Nacional de Población y VIII de Vivienda  | 168 185   |        | Comunas de Ancud, Quemchi, Dalcahue, Quinchao, Curaco de Vélez, Castro, Chonchi, Queilén, Puqueldón y Quellón. |

## Migraciones

### Inmigración

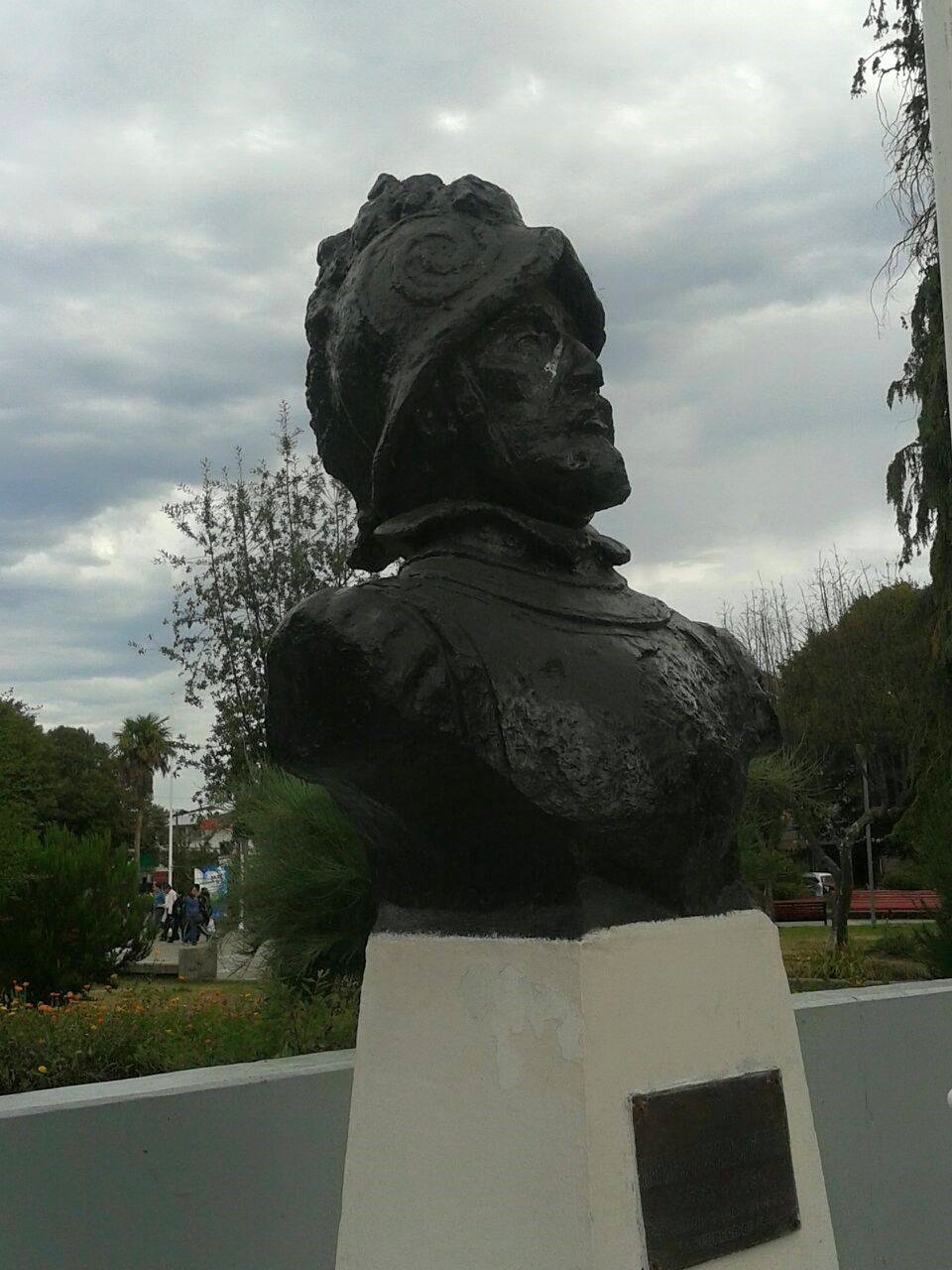
Martín Ruiz de Gamboa, conquistador vasco de Chiloé.

Los primeros españoles se asientan en Chiloé a partir de 1567, año a partir del cual comenzará un proceso de poblamiento a partir de soldados y colonos españoles procedentes de la zona central de Chile, que tendrá su fin luego de la destrucción de las siete ciudades en torno a 1602. Los colonos del periodo de la conquista eran principalmente gallegos, vascos y extremeños, y debido al efecto fundador y posterior proceso de endogamia insular, darán origen a los apellidos españoles que son característicos del archipiélago aún hoy en día.
A partir de 1710 los chonos se establecieron en las islas vecinas a Calbuco, especialmente en Guar y Puluqui y más tarde en otras islas del centro y sur del archipiélago, como Chaulinec y Cailín. En esta última isla se creó una misión en 1764, que se ocupaba de la evangelización de los chonos y de indígenas canoeros de los canales patagónicos, por lo que se consideraba este punto como el «Confín de la Cristiandad». Muchos varones de estos grupos contrajeron matrimonio con mujeres de Chiloé y adoptaron el modo de vida sedentario, mientras que sus descendientes dejaron de usar el idioma chono y las demás lenguas de los pueblos canoeros y en su lugar adoptaron el mapudungún y el castellano.
El aislamiento de Chiloé hasta bien avanzado el siglo XVIII impidió que grandes corrientes migratorias afectaran la composición de su población mayoritariamente mestiza. No obstante, a partir de la incorporación de Chiloé al Virreinato del Perú en 1768, se produce una mayor llegada de comerciantes y aventureros procedentes del Perú y de la zona central de Chile, que con los años se asentarían en la zona, aunque en números menores. 
A partir de 1852, el Estado chileno inicia una política de inmigración selectiva con el fin de poblar con colonos alemanes el entorno del lago Llanquihue, por entonces territorio de Chiloé a través del departamento de Calbuco. No obstante, pocos años después este territorio es segregado de Chiloé bajo el nombre de provincia de Llanquihue, y si bien el impacto de este proceso migratorio es relevante en ese territorio, su rol en el poblamiento del espacio insular chilote es reducido.
A partir del año 1895, el gobierno chileno retoma su política de inmigración selectiva, con el fin de atraer población europea dispuesta a poblar sectores deshabitados de la isla Grande de Chiloé, de forma similar a como se había hecho con los colonos alemanes de Llanquihue a partir de 1852. A diferencia de la experiencia continental, en esta oportunidad se promovió la formación de comunidades rurales a partir de colonos de diversas nacionalidades, tales como ingleses, holandeses y españoles, con el fin de facilitar su asimilación. Entre estas colonias destacaron las de Huillinco, Chacao, Mechaico y Quetalmahue, todas ellas en el norte de la Isla Grande.
Durante el siglo XX se le concedieron tierras a grupos de campesinos chilenos procedentes del centro y sur del país, quienes se instalaron en lugares como Belbén, Aguas Buenas y Colonia Yungay, en diferentes puntos del interior de la Isla Grande.
Una nueva corriente migratoria se produce a partir de la década de 1980, cuando las nuevas políticas económicas de Chile abren una etapa de rápido crecimiento para la industria acuícola, salmonicultura en particular, que tiene un espacio preferente de desarrollo en torno al archipiélago de Chiloé. De esta forma, se produce una masiva llegada de trabajadores procedentes de la zona central de Chile en búsqueda de oportunidades laborales, que se traduce en un aumento de población de la provincia de 30 000 habitantes en dos décadas.

### Emigración

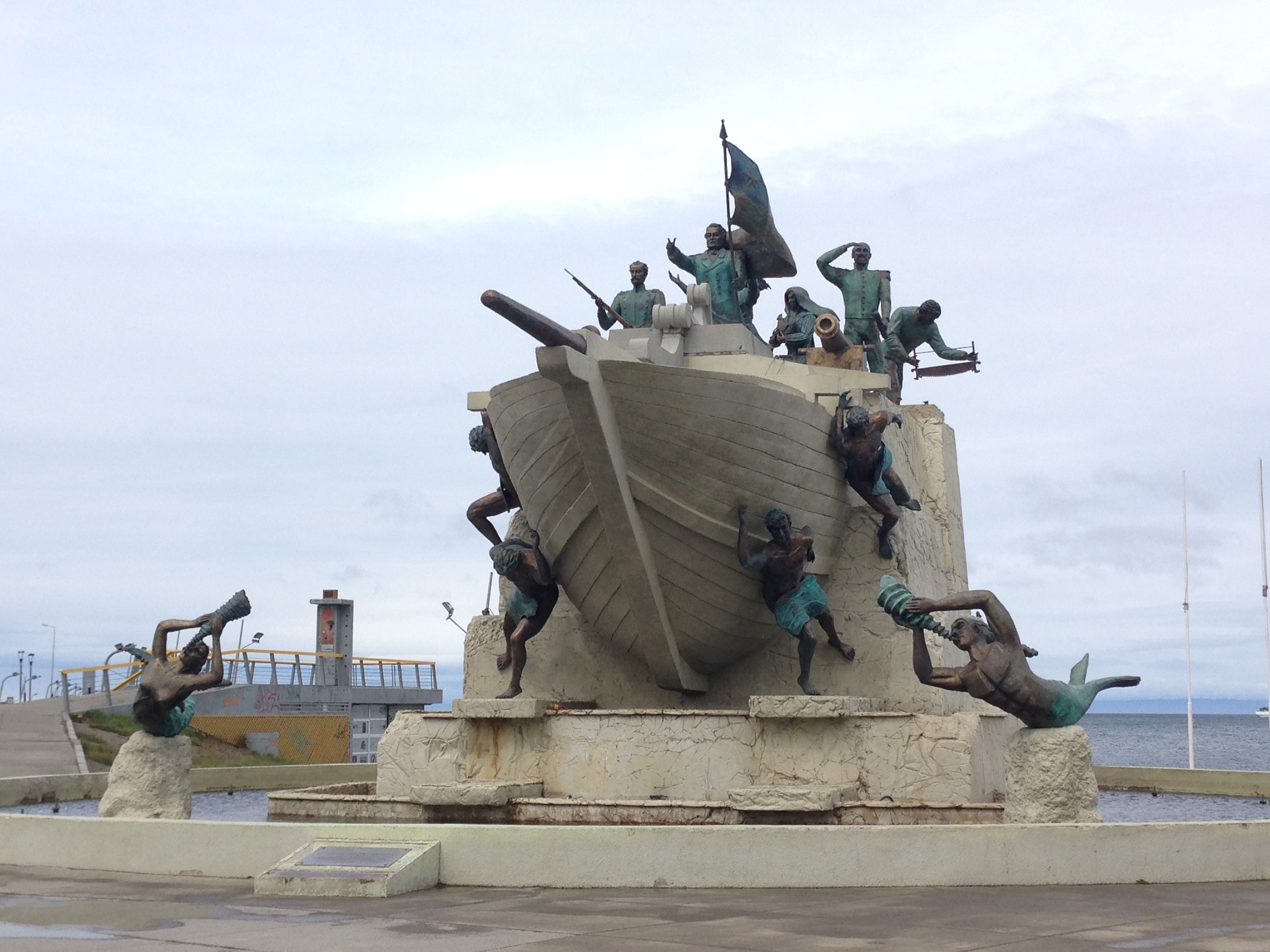
Monumento a los tripulantes de la Goleta Ancud en Punta Arenas

Debido a su posición estratégica para la corona española, en tiempos coloniales estaba prohibido el despoblamiento del archipiélago y por tanto la emigración. No obstante, existieron diversos reportes de numerosos chilotes que, pese a la prohibición, lograron desplazarse a lugares como Santiago de Chile, Lima y Cuzco, dando origen a rumores sobre un supuesto despoblamiento del archipiélago. Posteriormente, a partir del año 1793, las autoridades españolas permitirán la salida de un número acotado de chilotes para favorecer el poblamiento de la refundada ciudad de Osorno.
Durante la guerra de independencia de Chile un número importante de chilotes salió del archipiélago enrolados en los diversos batallones del Ejército Real, destacando el Batallón Veterano, estacionado en la zona central de Chile hasta 1817, y el Batallón Voluntarios de Castro, que desaparece en 1824 en Perú durante la Batalla de Ayacucho.
En tiempos republicanos, destaca una creciente corriente migratoria hacia Punta Arenas que se inicia a partir de la toma de posesión del estrecho de Magallanes por la Goleta Ancud en 1843, y que se consolidó en décadas posteriores en una participación masiva en la base de trabajadores de la zona. De acuerdo a algunos autores, para el año 1970 entre un 20 % y un 30 % de la población de Magallanes tenía su origen en Chiloé, a lo que se sumaría un 10% adicional de población de «chilotes de tierra firme» procedentes de la franja costera al norte del Canal de Chacao, que serían asimilables étnica y culturalmente a los del archipiélago.
Como extensión al poblamiento magallánico, a inicios del siglo XX el proceso migratorio se expande también a la región de Aysén, destacando en este contexto la formación del campamento minero Puerto Cristal, y la muerte por hambre y escorbuto de decenas de trabajadores en Bajo Pisagua (río Baker), sepultados en la Isla de Los Muertos.
Durante la primera mitad del siglo XX y hasta la década de 1960 se produce un fuerte proceso migratorio de chilotes hacia la República Argentina, donde se forman grandes comunidades en territorios como Comodoro Rivadavia, Río Gallegos y El Calafate. Cientos de trabajadores chilotes fueron asesinados en 1921 durante la represión de las huelgas obreras por el Ejército Argentino, en los sucesos conocidos como «Patagonia rebelde».
Para Mateo Martinic, la emigración de chilotes durante el siglo XX incidió en que una población que pudo haber superado los 200 000 habitantes para 1970, apenas superara los 100 000 para ese año. De esta forma, gran parte de los descendientes de chilotes hoy residirían fuera de su territorio histórico. Al año 2017 existen centros «Hijos de Chiloé» en las ciudades de Punta Arenas, Coyhaique, Puerto Montt y Santiago,  que buscan agrupar esta población chilota fuera del territorio insular, así como a su descendencia.

## Situación actual
De acuerdo al censo 2017, la población de la provincia de Chiloé era de 168 185 habitantes. Por otra parte, la población indígena del archipiélago, mayoritariamente mapuche-huilliche, se estimaba al año 2007 en un 34,8 % del total. La distribución por comunas al año 2017 es la siguiente:
| Comuna          | Población total (2002) | Población indígena (2002) | Población indígena (2002) | Población total (2017) | Población indígena (2017) | Población indígena (2017) |
| --------------- | ---------------------- | ------------------------- | ------------------------- | ---------------------- | ------------------------- | ------------------------- |
| Ancud           | 39 946                 | 3349                      | 8,4 %                     | 38 991                 | 10 922                    | 28,0 %                    |
| Castro          | 39 366                 | 2714                      | 6,9 %                     | 43 807                 | 12 445                    | 28,4 %                    |
| Chonchi         | 12 572                 | 1265                      | 10,1 %                    | 14 858                 | 5778                      | 38,9 %                    |
| Curaco de Vélez | 3403                   | 218                       | 6,4 %                     | 3829                   | 1192                      | 31,1 %                    |
| Dalcahue        | 10 693                 | 737                       | 6,9 %                     | 13 762                 | 3903                      | 28,4 %                    |
| Puqueldón       | 4160                   | 474                       | 11,4 %                    | 3921                   | 1251                      | 31,9 %                    |
| Queilén         | 5138                   | 867                       | 16,9 %                    | 5385                   | 2762                      | 51,3 %                    |
| Quemchi         | 8689                   | 896                       | 10,3 %                    | 8352                   | 3120                      | 37,4 %                    |
| Quellón         | 21 823                 | 4906                      | 22,5 %                    | 27 192                 | 13 192                    | 48,5 %                    |
| Quinchao        | 8976                   | 1578                      | 17,6 %                    | 8088                   | 4024                      | 49,8 %                    |
| Total           | 154 766                | 17 004                    | 10,9 %                    | 168 185                | 58 589                    | 34,8 %                    |